# Нижне-Жерновское сельское поселение
Нижне-Жерновское се́льское поселе́ние — муниципальное образование в Верховском районе Орловской области Российской Федерации.
Административный центр — деревня Капитановка.

## История
Статус и границы сельского поселения установлены Законом Орловской области от 19 ноября 2004 года № 446-ОЗ «О статусе, границах и административных центрах муниципальных образований на территории Верховского района Орловской области»

## Население
| 2010 | 2012 | 2013 | 2014 | 2015 | 2016 | 2017 |
| ---- | ---- | ---- | ---- | ---- | ---- | ---- |
| 433  | ↘407 | ↘398 | ↘372 | ↘355 | ↘329 | ↘324 |
| 2018 | 2019 | 2020 | 2021 | 2023 |      |      |
| ↘316 | ↘304 | ↘299 | ↘287 | ↘278 |      |      |

## Состав сельского поселения
| № | Населённый пункт | Тип населённого пункта          | Население |
| - | ---------------- | ------------------------------- | --------- |
| 1 | Булгаровка       | посёлок                         | 41        |
| 2 | Калчанка         | деревня                         | 33        |
| 3 | Каменный         | посёлок                         | 1         |
| 4 | Капитановка      | деревня, административный центр | ↘271      |
| 5 | Нижний Жерновец  | село                            | 31        |
| 6 | Огороженое       | деревня                         | 0         |
| 7 | Приволье         | посёлок                         | 0         |
| 8 | Ровнец           | село                            | ↘56       |